# Death Magic
Death Magic è il terzo album in studio del gruppo musicale di Los Angeles HEALTH, pubblicato il 7 agosto 2015 dalla Loma Vista, rilasciato ben sei anni dopo Get Color.
L'album segna un netto cambiamento stilistico per la band, che sembra abbandonare il noise rock per intraprendere una strada più melodica. Anche l'elettronica, da sempre nel DNA della band, è qui presente in proporzioni notevolmente maggiori. Al momento dell'uscita, l'album diventa il maggior successo della band. Ha debuttato alla posizione numero 5 della Billboard Heatseekers Albums.
Questo è l'ultimo album che presenta nella formazione il polistrumentista Jupiter Keyes, che abbandonerà la band pochi mesi dopo l'uscita dell'album.

## Tracce
Testi e musiche di HEALTH.
1. Victim – 2:00
2. Stonefist – 3:24
3. Men Today – 2:03
4. Flesh World (UK) – 3:54
5. Courthship II – 3:35
6. Dark Enough – 3:42
7. Life – 3:53
8. Salvia – 1:48
9. New Coke – 3:39
10. L.A. Looks – 3:24
11. Hurt Yourself – 4:10
12. Drugs Exist – 3:52

## Formazione
Gruppo
- Jake Duzsik – chitarra, voce
- Jupiter Keyes - tastiere, chitarra, percussioni, cori
- John Famiglietti – basso, sintetizzatore
- BJ Miller – batteria

Produzione
- Andrew Dawson – co-produzione (tracce 2, 7); produzione (tracce 3, 5, 8, 11, 12)
- John Famiglietti – direzione artistica
- The Haxan Cloak – produzione (traccia 1)
- Joe LaPorta – mastering
- Andrew Pham – design
- Justin Raisen – co-produzione (traccia 7)
- Lars Stalfors – mixing (tutte le tracce); co-produzione (tracce 1, 3); produzione (tracce 2, 4, 6, 7, 9, 10); produzione aggiuntiva (tracce 5, 8, 11, 12)